# Cyrano (film, 2021)
Pour les articles homonymes, voir Cyrano de Bergerac.
Pour plus de détails, voir Fiche technique et Distribution.
Cyrano est un drame musical américano-britannico-canadien réalisé par Joe Wright et sorti en 2021.
Il s'agit de l'adaptation cinématographique de la comédie musicale du même nom d'Erica Schmidt, elle-même basée sur la pièce de théâtre Cyrano de Bergerac d'Edmond Rostand.

## Synopsis
Le nain Cyrano de Bergerac est amoureux de la belle Roxanne, qui aime un autre soldat de son unité, Christian de Neuvillette. Conscient que son apparence physique ne lui permet pas de prétendre à son amour, il offre ses talents de poète à Christian pour faire sa déclaration à Roxanne, convoitée par le vieux et riche Duc de Guiche.

## Fiche technique
Sauf indication contraire, les informations mentionnées dans cette section peuvent être confirmées par la base de données cinématographiques IMDb,  présente dans la section « Liens externes ».
- Titre original, français et québécois : Cyrano
- Réalisation : Joe Wright
- Scénario : Erica Schmidt, d'après sa comédie musicale Cyrano, elle-même basée sur la pièce de théâtre Cyrano de Bergerac d'Edmond Rostand
- Musique : Bryce Dessner et Aaron Dessner
- Direction artistique : Elaine Kusmishko
- Décors : Sarah Greenwood
- Costumes : Massimo Cantini Parrini
- Photographie : Seamus McGarvey
- Montage : Valerio Bonelli
- Production : Tim Bevan, Eric Fellner et Guy Heeley
  - Coproduction : Cass Marks
- Sociétés de production : Metro-Goldwyn-Mayer, Bron et Working Title Films
- Sociétés de distribution : United Artists Releasing (États-Unis), Universal Pictures International France (France)
- Budget : 30 millions de dollars[1]
- Pays de production :  États-Unis,  Royaume-Uni
- Langue originale : anglais
- Format : couleur — 2,35:1
- Genre : drame, musical, romance
- Durée : 124 minutes
- Dates de sortie[2] :
  - États-Unis : 2 septembre 2021 (festival de Telluride) ; 25 février 2022 (sortie nationale)
  - France : 30 mars 2022 (sortie nationale)[3]

## Distribution
- Peter Dinklage (VF : Constantin Pappas ; VQ : Thiéry Dubé) : Cyrano de Bergerac
- Haley Bennett (VF : Charlotte Hervieux ; VQ : Annie Girard) : Roxanne
- Ben Mendelsohn (VF : Jochen Haegele ; VQ : Frédéric Desager) : De Guiche
- Bashir Salahuddin (VF : Baptiste Marc ; VQ : Fayolle Jean Jr.) : Le Bret
- Kelvin Harrison Jr. (VF : Geoffrey Loval ; VQ : Philippe Racine) : Christian
- Monica Dolan (VF : Magali Barney ; VQ : Johanne Garneau) : Marie
- Ruth Sheen (VF : Frédérique Cantrel) : Mère Marthe
- Peter Wight (VF : Laurent Montel) : Ragueneau
- Mark Benton (VF : Michel Elias) : Montfleury

Version française
- Studio de doublage : Deluxe
- Direction artistique : Béatrice Delfe
- Adaptation : Clémentine Blayo

 Source et légende : version française (VF) sur RS Doublage

## Production
En août 2020, il est annoncé que Metro Goldwyn Mayer a acquis les droits d'un scénario écrit par Erica Schmidt et adapté de la comédie musicale du même nom. Le film sera produit avec Working Title Films et Joe Wright devait être le réalisateur. Peter Dinklage et Haley Bennett reprennent leurs rôles de la comédie musicale. Ben Mendelsohn et Brian Tyree Henry sont également annoncés. Kelvin Harrison Jr. rejoint le film en septembre 2020.
Le tournage débute en Sicile (Noto, Syracuse, Scicli) en octobre 2020, pendant la pandémie de COVID-19,.

## Sortie
La première mondiale du film est prévue au Festival du film de Telluride le 2 septembre 2021. À la fin de son parcours, il aura été projeté dans des festivals de films dans les Hamptons, Mill Valley, Rome et Savannah. À l'origine, le film devait sortir le 25 décembre 2021, mais la date de sortie a ensuite été reportée au 31 décembre 2021. En novembre 2021, les plans de sortie du film ont été modifiés par United Artists Releasing dans le but de mieux se positionner pour la qualification et la compétition aux Oscars : il a eu une exclusivité d'une semaine dans les salles de Los Angeles le 17 décembre, avant une sortie en salles limitée prévue le 21 janvier 2022, avant de s'étendre dans les semaines suivantes. La date de sortie aux États-Unis a été décalée pour une sortie limitée le 28 janvier, avant une ouverture large le 11 février. Il a été décalé à nouveau pour une sortie uniquement large le 25 février, sans sortie limitée, à la même date que sa sortie au Royaume-Uni,. La sortie au Royaume-Uni était initialement prévue pour le 14 janvier, mais a été reportée par Universal Pictures en raison de la réponse à la pandémie de COVID-19.

## Accueil

### Critique
Le site Rotten Tomatoes donne un score de 86 % ; le site Metacritic donne un score de 67,. En France, le site Allociné recense une moyenne des critiques presse de 2,8/5 et spectateurs de 1,6/5.

### Box-office
Aux États-Unis d'Amérique, le film engrange 1 400 101 dollars au bout d'une semaine d'exploitation au box-office, se plaçant en 9e position juste devant Scream et derrière Studio 666.

## Distinctions

### Nominations
- Golden Globes 2022 : 
  - Meilleur film musical ou comédie
  - Meilleur acteur dans un film musical ou une comédie pour Peter Dinklage
- Oscars 2022 : Meilleurs costumes